# کونگتسکی ماوه
کونگتسکی ماوه (به لهستانی:  Koniecki Małe) یک روستا در لهستان است که در گمینا شچوچن واقع شده‌است.